# Elecciones parlamentarias de Georgia de 2012
Las elecciones parlamentarias de Georgia de 2012 se celebraron el 1 de octubre de ese año. El partido oficialista Movimiento Nacional Unido, liderado por presidente Mijéil Saakashvili, no consiguió la reelección y fue derrotado por la coalición Sueño Georgiano-Georgia Democrática de Bidzina Ivanishvili.

## Antecedentes

### Protestas
En 2009, los partidos de oposición realizaron protestas conjuntas para exigir la dimisión del presidente Míjeil Saakashvili, acusándolo de concentrar el poder en sí mismo y de utilizar a la policía antidisturbios para aplastar las manifestaciones de la oposición en 2007. Las protestas que pedían la dimisión del presidente fueron reprimidas una vez más en 2011.

### Reformas constitucionales de 2010
Según las enmiendas a la Constitución de Georgia aprobadas el 15 de octubre de 2010, el Parlamento elegido en 2012 tendría que formar un nuevo gobierno después de que las enmiendas constitucionales entraran en vigor tras la toma de posesión del próximo presidente, que debía ser elegido en octubre de 2013. Las enmiendas preveían una reducción significativa de los poderes del Presidente en favor del Primer Ministro de Georgia y del gobierno. Según otra enmienda, aprobada el 1 de julio de 2011, el parlamento elegido en 2012 se trasladaría permanentemente de Tiflis a la segunda ciudad más grande del país, Kutaisi.

### Diálogo sobre la reforma electoral en 2010-2011
En noviembre de 2010, el Movimiento Nacional Unido y varios partidos de la oposición iniciaron conversaciones para desarrollar un nuevo sistema electoral. El 27 de junio de 2011, el MNU logró obtener una mayoría de votos para su propuesta de reforma del sistema electoral, lo que dividió de manera efectiva la coalición opositora del Grupo de los Ocho. Dos miembros de la coalición (Movimiento Cristiano-Demócrata y el Partido Nuevas Derechas), así como otros dos partidos de la oposición (el Partido Nacional Democrático y Demócratas Europeos) firmaron un acuerdo con el MNU sobre un sistema electoral reformado, que preveía, entre otras disposiciones, un aumento del número de escaños parlamentarios hasta 190 (83 escaños mayoritarios y 107 proporcionales). Seis de los antiguos miembros de la coalición (Foro Nacional, Nuestra Georgia-Demócratas Libres, Partido Conservador, Partido Republicano, Camino de Georgia y el Partido Popular) se negaron a sumarse al acuerdo y dieron a conocer una nueva alianza el 8 de julio, aunque esta se derrumbó el 6 de octubre.

## Sistema electoral
Las elecciones se celebraron de acuerdo con un sistema electoral reformado acordado por el gobierno y varios partidos de la oposición en 2011: 77 de los 150 escaños se asignaron proporcionalmente a las listas de partidos, y los 73 restantes a los ganadores en distritos electorales uninominales. El nuevo parlamento se trasladó de la capital, Tiflis, a la segunda ciudad más grande del país, Kutaisi, más tarde, en 2012. También se formó un nuevo gobierno después de las elecciones presidenciales de 2013, como se previó en las enmiendas constitucionales de 2010. Osetia del Sur y Abjasia no votaron al no estar bajo el control de las autoridades georgianas.

### Observación electoral
El 23 de agosto, Tonino Picula, del equipo de observadores electorales de la OSCE, dijo que los observadores de su organización "habían observado una creciente polarización política en el país. Estaban particularmente preocupados por la práctica de la Oficina Estatal de Auditoría de utilizar una amplia autoridad discrecional para investigar la legalidad del gasto individual o de los partidos y tomar decisiones cuestionables e imponer duras sanciones sin directrices claras o transparentes. Las multas impuestas fueron desproporcionadas y aparentemente se aplicaron de manera selectiva, principalmente dirigidas a un tema político". El presidente de la Asamblea Parlamentaria de la OSCE, Riccardo Migliori, añadió que "había poco leninismo en la campaña electoral georgiana; en lugar de presentar programas, estaban tratando de destruir a sus enemigos".

## Resultados
| Party                                    | Party                              | Nacional  | Nacional | Nacional | Circunscripciones | Circunscripciones | Circunscripciones | Total | +/–   |
| Party                                    | Party                              | Votos     | %        | Escaños  | Votos             | %                 | Escaños           | Total | +/–   |
| ---------------------------------------- | ---------------------------------- | --------- | -------- | -------- | ----------------- | ----------------- | ----------------- | ----- | ----- |
|                                          | Sueño Georgiano                    | 1.181.862 | 54,97    | 44       | 1.141.404         | 53,47             | 41                | 85    | +83   |
|                                          | Movimiento Nacional Unido          | 867.432   | 40,34    | 33       | 869.109           | 40,72             | 32                | 65    | –54   |
|                                          | Unión Cristiano-Demócrata          | 43.805    | 2,04     | 0        | 49.051            | 2,30              | 0                 | 0     | –6    |
|                                          | Partido Laborista Georgiano        | 26.621    | 1,24     | 0        | 20.105            | 0,94              | 0                 | 0     | –6    |
|                                          | Partido Nuevas Derechas            | 9.255     | 0,43     | 0        | 14.434            | 0,68              | 0                 | 0     | –17   |
|                                          | Georgia Libre                      | 5.865     | 0,27     | 0        | 27.850            | 1,30              | 0                 | 0     | Nuevo |
|                                          | Por una Georgia Justa              | 4.073     | 0,19     | 0        | 4.203             | 0,20              | 0                 | 0     | Nuevo |
|                                          | Partido Nacional Democrático       | 3.023     | 0,14     | 0        | 1.380             | 0,06              | 0                 | 0     | Nuevo |
|                                          | Compañía Georgiana                 | 2.324     | 0,11     | 0        | 4.127             | 0,19              | 0                 | 0     | Nuevo |
|                                          | Conexión de deportistas            | 1.572     | 0,07     | 0        | 64                | 0,00              | 0                 | 0     | Nuevo |
|                                          | Tavisupleba                        | 1.013     | 0,05     | 0        | 212               | 0,01              | 0                 | 0     | Nuevo |
|                                          | Sociedad Merab Kostava             | 997       | 0,05     | 0        | 711               | 0,03              | 0                 | 0     | Nuevo |
|                                          | Georgia Futura                     | 701       | 0,03     | 0        | 951               | 0,04              | 0                 | 0     | Nuevo |
|                                          | Consejo Laborista                  | 581       | 0,03     | 0        | 409               | 0,02              | 0                 | 0     | Nuevo |
|                                          | Movimiento Popular                 | 546       | 0,03     | 0        |                   |                   |                   | 0     | Nuevo |
|                                          | Partido Popular                    | 527       | 0,02     | 0        |                   |                   |                   | 0     | Nuevo |
|                                          | Independientes                     |           |          |          | 552               | 0,03              | 0                 | 0     | Nuevo |
| Total                                    | Total                              | 2.150.197 | 100,00   | 77       | 2.134.562         | 100,00            | 73                | 150   | 0     |
|                                          |                                    |           |          |          |                   |                   |                   |       |       |
| Votos válidos                            | Votos válidos                      | 2.150.197 | 97,05    |          | 2.134.562         | 96,34             |                   |       |       |
| Votos inválidos/ en blanco               | Votos inválidos/ en blanco         | 65.464    | 2,95     |          | 81,099            | 3,66              |                   |       |       |
| Votos totales                            | Votos totales                      | 2.215.661 | 100,00   |          | 2.215.661         | 100,00            |                   |       |       |
| Votantes registrados/participación       | Votantes registrados/participación | 3.613.851 | 61,31    |          | 3.613.851         | 61,31             |                   |       |       |
| Fuentes: CESKO, CESKO, Election Passport |                                    |           |          |          |                   |                   |                   |       |       |